# احراز اصالت و هویت گرافیکی
کتابخانه احراز اصالت و هویت گرافیکی (GINA) یک جز از برخی سیستم‌های عامل مایکروسافت ویندوز است که منبع تصدیق و محاوره سرویس‌های ثبت ورود را آماده می‌کند.
GINA یک کتابخانه دینامیکی پیوند یافته قابل تعویض است که در راه اندازی پردازش در متن winlogon وقتی که ماشین شروع به کار کرده سریع تر بارشده‌است. آن مسئول به دست آوردن مراحل اطلاع از امنیت است، به‌طور نمونه control-alt-delete، و اثرگذاری به وسیله کاربر وقتی که این رشته دریافت شده‌است. GINA همچنین مسئول برای شروع کردن پردازش ابتدایی برای یک کاربر است (مانندwindows shell) وقتی که آن‌ها ابتدا وارد سیستم می‌شوند.

## دید فراتر
یک کتابخانه GINA پیش فرض، MSGINA.DLL، به وسیله مایکروسافت آماده شده‌است همانند بخشی از سیستم عملیاتی، و پیشنهادها ویژگی‌های دنبال شده:
- اصالت سنجی در برابر سرورهای دامنه ویندوز با یک ترکیب نام کاربری/ رمز عبور داده شده.
- نمایش داده می‌شود یک اخطاریه به کاربر قبل از ارائه دادن برقراری ارتباط سریع.
- برقراری ارتباط اتوماتیک، اجازه می‌دهد برای یک نام کاربری و رمز عبور که نگهداری شده و استفاده شده در مکان یک برقراری ارتباط محاوره‌ای سریع. برقراری ارتباط اتوماتیک می‌تواند همچنین پیکربندی شده به وسیله اجرای تنها در یک‌وقت معین قبل از برگشتن به برقراری ارتباط محاوره‌ای. در ورژن‌های قدیمی تر ازWINDOWS NT، رمز عبور می‌توانست به تنهایی در متن آشکار در حافظه نگه داشته شده، حمایت کردن برای استفاده در توانایی‌های ذخیره‌سازی اختصاصی توانایی امنیت محلی که وارد شده بود در ایستگاه کاری ویندوز ان تی ۴٫۰ بسته ۳ و ویندوز ان تی سرور ۳٫۵۱.
- «گزینه‌های امنیتی» گفتگو وقتی که کاربر ارتباط برقرار کرده، آماده می‌کند گزینه‌ها را برای بستن، قطع ارتباط، تغییر رمز عبور، شروع مدیریت وظیفه، و قفل کردن ایستگاه کاری.

Winlogon می‌تواند پیکربندی بشود به وسیله یک GINA متفاوت، برای روش‌های تصدیق غیر استاندارد فراهم می‌کند مانند خواننده‌های کارت هوشمند یا تعیین هویت مبنی بر بیومتریک، یا تولید یک رابط دیداری متناوب برای GINA پیش فرض. توسعه دهندگان اجراکننده یک جایگزینی GINA درخواست داده‌اند برای آماده کردن انجامات برای یک مجموعه از فراخوانی هایAPI که پوشش می‌دهد تابعی مانند نمایش دادن یک محاوره «ایستگاه کری قفل شده». مراحل دقت ایمنی پردازش در حالتهای گوناگون کاربر، پاسخ می‌دهد به درخواستهای مربوط به هر حالت قفل شدن ایستگاه کاری هست یک اقدام جایز، از جمع‌آوری اعتبارنامه کاربر روی اتصالات پایه‌ای سرویس‌های پایانه حمایت می‌کند، و متقابلاً با یک محافظ صفحه نمایش.
یک GINA انتخابی ساخته شده کاملاً از تراش، یا عیناً نسخه اصلی GINA با اصلاحات بوده‌است. یک GINA انتخابی می‌تواند مشخص شده باشد به وسیله جای دادن یک رشته نام برده شده ginadell در جایگاه حافظه. HKEY_LOCAL_MACHINE\SOFTWARE\Microsoft\Windows NT\CurrentVersion\Winlogon
جزء Winlogon هست به تنهایی جوابگو برای فراخوانی APIs این‌ها در کتابخانه GINA.
وقتی که پردازش Winlogon شرع می‌شود، آن شماره ورژنش را با آنچه حمایت داده شده به وسیله کتابخانه GINA بارشده مقایسه می‌کند. اگر کتابخانه GINA یک ورژن بزرگتر نسبت به winlogon است، ویندوز راه اندازی نمی‌شود. این انجام شده زیرا یک کتابخانه نوشتاری GINA برای یک ورژن معین از winlogon پیش‌بینی کرده یک مجموعه معین از فراخوانی‌های API فراهم شده به وسیله winlogon را.
حمایت برای قابلیت تعویض GINADLLs وارد شده با ویندوز NT سرور ۳٫۵۱ و ویندوز NT ایستگاه کاری ۴٫۰ SP3. ورژن‌های پی در پی از ویندوزها مطرح کرده‌اند توابع اضافی در winlogon، در توابع اضافی که می‌تواند اجرا شده به وسیله جایگزینی GINA نتیجه می‌شود.windows ۲۰۰۰، برای نمونه، حمایت برای نمایش دادن حالت‌های پیام‌ها (شامل پیام‌های طولانی که می‌تواند روشن شود از میان رویه‌های گروه) در مورد حالت جاری برای کاربر معرفی کرده (e.g. "Applying computer settings...") ,، و شروع کاربردها در زمینه کاربر؛ این شروع مجدد windows explorerرا به‌طور اتوماتیک اگر آن از کار بیفتد آسان می‌کند، به خوبی شروع کردن وظیفه مدیر تیم. Windows xp حمایت را برای fast user switching, remote desktop و یک محاوره بیشتر، ساده شده و برقراری ارتباط تمام صفحه دوستانه کاربر وارد می‌کند.

## آخرین ورژن‌های ویندوز
در ویندوز ویستا، GINA سراسر جایگذاری شده به وسیله Credential Providers، که اجازه دارد برای انعطاف‌پذیری بزرگ شده معنی دار در حمایت از روش‌های جمع‌آوری اعتبارنامه چندگانه. برای حمایت از استفاده مدل‌های GINA چندگانه، یک روش زنجیره‌ای پیچیده استفاده شده برای درخواست داده شده و GINAهای انتخابی که اغلب کاری انجام نشده با سوئیچینگ کاربری سریع. کتابخانه‌های GINA کاری با ویندوز ویستا و ورژن‌های ویندوز بعدی انجام نمی‌دهند. یک اختلاف، اگرچه، آن GINA می‌توانست به‌طور کلی جایگزین کند میانجی کمکی برقراری ارتباط ویندوز را؛ به دست آورندگان اعتبار نامه نمی‌توانند.